# Symphonie no 2 de Dutilleux
Pour les articles homonymes, voir Symphonie no 2.
« le Double »

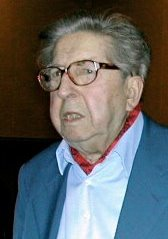
Henri Dutilleux en 2004

La Symphonie no 2 « Le Double » est une œuvre écrite par Henri Dutilleux, achevée en 1959.
Elle fut commandée par la Fondation Koussevitzky pour le 75e anniversaire de l'Orchestre symphonique de Boston.
Cette symphonie est écrite pour orchestre et groupe de chambre, comprenant un clavecin, un célesta et des timbales. L'œuvre consiste en dialogues entre les deux groupes instrumentaux, comme dans un concerto grosso.
Elle comporte trois mouvements et son exécution demande environ une demi-heure.
1. Animato, ma misterioso
2. Andantino sostenuto
3. Allegro fuocoso — Calmato